# Vladimir Bortko
Vladimir Vladimirovič Bortko (in russo Владимир Владимирович Бортко?; Mosca, 7 maggio 1946) è un regista russo.

## Filmografia
- 1974 – Doctor (cortometraggio)
- 1975 – Channel
- 1978 – Komissija po rassledovaniju
- 1980 – Moj papa - idealist
- 1984 – Senza famiglia
- 1984 – Blondinka za uglom
- 1987 – Edinoždy solgav...
- 1988 – Cuore di cane[1]
- 1991 – Afghan breakdown
- 1992 – Udači vam, gospoda!
- 2000 – Gangsters of Saint Petersburg (serie TV)
- 2002 – L'idiota (serie TV)
- 2005 – Il maestro e Margherita (serie TV)
- 2009 – Taras Bul'ba
- 2011 – Pietro il grande: Il testamento (serie TV)

## Teatro
- 1993 – Edipo re
- 2010 – Malleus Maleficarum